# 法融寺 (練馬区)
法融寺（ほうゆうじ）は、東京都練馬区にある真宗大谷派の寺院。

## 概要
1645年（正保2年）、釋玄正によって開山された。釋玄正は旗本近藤政信の三男であったが、出家して当寺を創建したという。元々は江戸本町（現・東京都中央区日本橋本石町）に位置していたが、1657年（明暦3年）の明暦の大火で焼失し、浅草本願寺（現浄土真宗東本願寺派本山東本願寺）の寺中に入った。その後昭和初期までは、浅草本願寺とともに歴史を歩んだ
1923年（大正12年）の関東大震災で焼失し、その後再建したものの、1945年（昭和20年）の東京大空襲で再度焼失した。1952年（昭和27年）に浅草本願寺から分かれて、現在地に移転した。
墓地には、歌人の会津八一の墓がある。

## 交通アクセス
- 上石神井駅より徒歩10分。